# 特魯查斯 (新墨西哥州)
特魯查斯（英語：Truchas）是位於美國新墨西哥州里奧阿里巴縣的普查規定居民點。

## 人口
根據2020年美國人口普查的數據，特魯查斯的面積為18.60平方千米，皆為陸地。當地共有人口467人，而人口密度為每平方千米25.11人。